# Bungarus slowinskii
Rắn cạp nia sông Hồng (tên khoa học: Bungarus slowinskii, tên tiếng Anh: Red river krait) là một loài rắn trong họ Rắn hổ. Loài này được Kuch, Kizirian, Nguyen, Lawson, Donnelly & Mebs mô tả khoa học đầu tiên năm 2005.
Phân bố tại Việt Nam: Dọc sông Hồng, Quảng Trị, Quảng Nam, Thừa Thiên Huế.
Đặc điểm nhận dạng:
Dài thân 125 cm. Dài đuôi 15 cm, chót nhọn. Mõm tròn. Đầu phân biệt cổ. Thân hóp mặt bên, có riềm xương sống rõ. Vảy lưng mịn, lóng lánh. Hàng vảy xương sống nở rộng và hình lục giác. Công thức vảy lưng 15 - 15 - 15. Mặt trên của đầu màu đen có vết chữ V đốm trắng, đỉnh của nó ngay trước chóp trước của vảy trán và các chân của vết chữ V ấy trải ra sau lên vảy chẩm và tới khoé mõm, nơi mà chúng hoà lẫn với họng trắng. Đường sọc trắng trải dài ngay trước đỉnh quá chiều rộng của cặp vảy trước trán và trải rộng đến trên vảy môi trên thứ hai ngay trước mắt đen nhỏ. Lưỡi màu hồng có chót trắng. Thân và đuôi màu đen, có vết trắng. Hai vết trắng sau đầu hình chữ V. tất cả những vết khác hình vòng khuyên hoặc tương tự thế. Cả vết trắng và đen trải rộng mặt bên lên mặt dưới của rắn. Có 32 khoang trắng và 32 khoang đen trên thân/. Đuôi có 5 khoang trắng và 6 khoang đen, bao gồm cả chót đuôi đen. Độ rộng của các khoang trắng đen hầu như đều nhau ở mặt dưới, còn mặt trên, chiều rộng khoang trắng chỉ bằng một nửa khoang đen. Một đặc điểm nổi bật của khoang trắng đó là tất cả các vảy trắng của khoang này đều có viền đen ở nửa sau vảy mà hoà lẫn với đỉnh vảy đen phía sau. Có hai vảy trước bụng và 225 vảy bụng. Vảy huyệt không phân chia. Dưới đuôi có 35 cặp vảy chia đôi. Cằm hình tam giác/. Vảy cằm phía sau dài hơn phía trước. Rãnh cằm lồi. Vảy môi dưới 7, trong đó vảy thứ tư lớn nhất và nối rộng với vảy sau cằm. Vảy môi dưới thiếu mày hình nêm.